# Bruce (Mississippi)
Pour les articles homonymes, voir Bruce.
La ville américaine de Bruce est située dans le comté de Calhoun, dans l’État du Mississippi. Lors du recensement de 2010, sa population s’élevait à 1 939 habitants.

## Source
- (en) Cet article est partiellement ou en totalité issu de l’article de Wikipédia en anglais intitulé « Bruce, Mississippi » (voir la liste des auteurs).